# Chrysops frontalis
Chrysops frontalis är en tvåvingeart som beskrevs av Macquart 1838. Chrysops frontalis ingår i släktet Chrysops och familjen bromsar. Inga underarter finns listade i Catalogue of Life.